# Las Lajas (Honduras)
Las Lajas es un municipio del departamento de Comayagua en la República de Honduras.

## Toponimia
Las Lajas, su significado es de carácter geológico, por la textura de su terreno.

## Límites
| Orientación | Límite                               |
| ----------- | ------------------------------------ |
| Norte       | Municipio de La Libertad, Comayagua  |
| Sur         | Municipio de Ojos de Agua, Comayagua |
| Este        | Municipio de La Libertad, Comayagua  |
| Oeste       | Municipio de Meámbar, Comayagua      |

Tiene una extensión territorial de 95,08 km².

## Clima
Las Lajas tiene un clima templado biestacional, con una estación seca que comprende aproximadamente el periodo de enero a mayo y el resto del año es lluvioso, observándose una intensa lluvia entre julio y octubre, convirtiéndose esta en un chubasco casi permanente mezclado con vientos fríos del norte que convierten el fin de año en una temporada bastante fría, con sus cerros totalmente coronados de neblina que impiden la actividad recolectora de café, pero hacen del lugar poseedor de un clima sumamente agradable. 

## Historia
Inicialmente Las Lajas pertenecían al municipio de Ojos de Agua
En 1902, fue fundado.
En 1964 se le da el título de Aldea.

En la década del 70-80, Las Lajas alcanza un desarrollo demográfico y económico muy notable, a tal grado que llegó a superar en diversos aspectos a la cabecera municipal, trayendo como consecuencia la mayor frecuencia de trámites administrativos, fiscales y legales. Ante esta situación, sus habitantes proclamaban se diera la categoría de municipio a Las Lajas.
En 1986 alcanzó la categoría de municipio. Al inicio se decía que Las Lajas no cumplía con todos los requisitos legales establecidos para convertirse en municipio. El 1 de septiembre de 1986, fecha de sesión ordinaria en que se tomaría tal determinación, los consejeros municipales y vecinos del casco urbano temerosos por la por las consecuencias de dicha determinación y celosos de sus intereses, dado que además se rumoraba de un traslado total de la cabecera municipal a Las Lajas, se tomaron las instalaciones del palacio municipal de Ojos de Agua, donde se encontraban reunidos los miembros edilicios, los que para poder salir de ese encierro tuvieron que firmar su renuncia de los cargos que desempeñaban. Esta situación fue aprovechada por las fuerzas vivas de Las Lajas para emprender la lucha para la creación del municipio. El 2 de septiembre del mismo año se organizó el comité pro creación del Municipio de Las Lajas.
Las Lajas se convierte en municipio durante el gobierno del José Simón Azcona, bajo decreto No 1015-86 del 24 de noviembre de 1986.

## Población
Tiene una población proyectada de 16,039 habitantes para el año 2020.

## Educación
- Pre Básica: cuenta con 7 jardines de niños y 5 Centros Comunitarios de Educación
- Básica: cuenta con 14 centros de educación primaria y 1 centro de Educación Básica, y 1 Escuela Bilingüe (Deo Iuvante Bilingual School)
- Media: cuenta con 3 centro de educación media presencial.(Instituto Polivalente "Angel Augusto Castillo") www.ipaaclajas.com y Liceo Deo Iuvante (Privado)

Instituto Doug Allen

## División Política
Aldeas: 9 (2013)
Caseríos: 41 (2013)
| Código | Aldeas                 |
| ------ | ---------------------- |
| 032001 | Las Lajas              |
| 032002 | Buen Pastor            |
| 032003 | Dulce Nombre           |
| 032004 | La Dalia               |
| 032005 | Las Piñas              |
| 032006 | Nueva Concepción       |
| 032007 | San Manuel de La Parra |
| 032008 | Santa Rosa             |
| 032009 | La Providencia         |